# Magyarország a 2018. évi téli olimpiai játékokon
Magyarország a dél-koreai Phjongcshangban  megrendezett 2018. évi téli olimpiai játékok egyik részt vevő nemzete volt. Az országot az olimpián 6 sportágban 19 sportoló képviselte, akik összesen 1 érmet szereztek. Magyarország a téli olimpiák történetében először nyert aranyérmet.
Az olimpiai fogadalmat a jégtáncos Engi Klára tette, a nyitóünnepségen a magyar zászlót a gyorskorcsolyázó Nagy Konrád vitte.

## Érmesek
| Érem  | Versenyző                                                | Sportág                    | Versenyszám        |
| ----- | -------------------------------------------------------- | -------------------------- | ------------------ |
| Arany | Burján Csaba Knoch Viktor Liu Shaoang Liu Shaolin Sándor | Rövidpályás gyorskorcsolya | Férfi 5000 m váltó |

## További magyar pontszerzők

### 4. helyezettek
| Név                                                                       | Sportág                    | Versenyszám  |
| ------------------------------------------------------------------------- | -------------------------- | ------------ |
| Jászapáti Petra Keszler Andrea Bácskai Sára Heidum Bernadett Kónya Zsófia | Rövidpályás gyorskorcsolya | 3000 m váltó |

### 5. helyezettek
| Név                | Sportág                    | Versenyszám |
| ------------------ | -------------------------- | ----------- |
| Liu Shaolin Sándor | Rövidpályás gyorskorcsolya | 500 m       |
| Liu Shaolin Sándor | Rövidpályás gyorskorcsolya | 1500 m      |

### 6. helyezettek
| Név             | Sportág                    | Versenyszám |
| --------------- | -------------------------- | ----------- |
| Jászapáti Petra | Rövidpályás gyorskorcsolya | 1500 m      |

## Eredményesség sportáganként
Az alábbi táblázat összefoglalja a magyar versenyzők szereplését. A sportág neve mögött zárójelben lévő szám jelzi, hogy az adott szakág hány versenyszámában indult magyar sportoló.
Az egyes oszlopokban előforduló legmagasabb érték vagy értékek vastagítással kiemelve.

Az olimpiai pontok számát az alábbiak szerint lehet kiszámolni: 1. hely – 7 pont, 2. hely – 5 pont, 3. hely – 4 pont, 4. hely – 3 pont, 5. hely – 2 pont, 6. hely – 1 pont.
| Sportág                        | Helyezések száma | Helyezések száma | Helyezések száma | Helyezések száma | Helyezések száma | Helyezések száma | Olimpiai pont | Indulók száma | Indulók száma | Indulók száma |
| Sportág                        |                  |                  |                  | 4.               | 5.               | 6.               | Olimpiai pont | Férfi         | Nő            | Össz.         |
| Alpesisí (7)                   | 0                | 0                | 0                | 0                | 0                | 0                | 0             | 2             | 2             | 4             |
| Gyorskorcsolya (2)             | 0                | 0                | 0                | 0                | 0                | 0                | 0             | 1             | 0             | 1             |
| Műkorcsolya (1)                | 0                | 0                | 0                | 0                | 0                | 0                | 0             | 0             | 1             | 1             |
| Rövidpályás gyorskorcsolya (8) | 1                | 0                | 0                | 1                | 2                | 1                | 15            | 5             | 5             | 10            |
| Síakrobatika (1)               | 0                | 0                | 0                | 0                | 0                | 0                | 0             | 0             | 1             | 1             |
| Sífutás (3)                    | 0                | 0                | 0                | 0                | 0                | 0                | 0             | 1             | 1             | 2             |
|                                |                  |                  |                  |                  |                  |                  |               |               |               |               |
| Összesen                       | 1                | 0                | 0                | 1                | 2                | 1                | 15            | 9             | 10            | 19            |

## Alpesisí
Férfi
| Versenyző      | Versenyszám            | 1. futam      | 1. futam      | 2. futam | 2. futam | Összesítés    | Összesítés    |
| Versenyző      | Versenyszám            | Idő           | Hely.         | Idő      | Hely.    | Idő           | Helyezés      |
| -------------- | ---------------------- | ------------- | ------------- | -------- | -------- | ------------- | ------------- |
| Kékesi Márton  | Műlesiklás             | 53,49         | 38.           | 55,56    | 30.      | 1:49,05       | 30.           |
| Kékesi Márton  | Óriás-műlesiklás       | 1:16,64       | 53.           | 1:15,22  | 40.      | 2:31,86       | 42.           |
| Kékesi Márton  | Szuperóriás-műlesiklás |               |               |          |          | nem ért célba | nem ért célba |
| Kékesi Márton  | Lesiklás               |               |               |          |          | 1:51,72       | 53.           |
| Samsal Dalibor | Műlesiklás             | nem ért célba | nem ért célba | kiesett  | kiesett  | kiesett       | kiesett       |
| Samsal Dalibor | Óriás-műlesiklás       | 1:16,09       | 51.           | 1:16,79  | 50.      | 2:32,88       | 44.           |

| Versenyző      | Versenyszám | Lesiklás | Lesiklás | Műlesiklás | Műlesiklás | Összesítés | Összesítés |
| Versenyző      | Versenyszám | Idő      | Hely.    | Idő        | Hely.      | Idő        | Helyezés   |
| -------------- | ----------- | -------- | -------- | ---------- | ---------- | ---------- | ---------- |
| Kékesi Márton  | Összetett   | 1:26,08  | 62.      | 53,94      | 33.        | 2:20,02    | 35.        |
| Samsal Dalibor | Összetett   | 1:25,17  | 60.      | 50,77      | 29.        | 2:15,94    | 32.        |

Női
| Versenyző      | Versenyszám      | 1. futam      | 1. futam      | 2. futam | 2. futam | Összesítés  | Összesítés  |
| Versenyző      | Versenyszám      | Idő           | Hely.         | Idő      | Hely.    | Idő         | Helyezés    |
| -------------- | ---------------- | ------------- | ------------- | -------- | -------- | ----------- | ----------- |
| Hozmann Szonja | Műlesiklás       | nem ért célba | nem ért célba | kiesett  | kiesett  | kiesett     | kiesett     |
| Hozmann Szonja | Óriás-műlesiklás | 1:21,77       | 54.           | 1:17,62  | 49.      | 2:39,39     | 49.         |
| Maróty Mariann | Műlesiklás       | 1:09,95       | 58.           | 1:02,83  | 52.      | 2:12,78     | 53.         |
| Maróty Mariann | Óriás-műlesiklás | 1:29,74       | 65.           | kizárták | kizárták | helyezetlen | helyezetlen |

Vegyes
| Versenyző                                                  | Versenyszám | Nyolcaddöntő      | Negyeddöntő       | Elődöntő          | Döntő             | Helyezés |
| Versenyző                                                  | Versenyszám | Ellenfél Eredmény | Ellenfél Eredmény | Ellenfél Eredmény | Ellenfél Eredmény | Helyezés |
| ---------------------------------------------------------- | ----------- | ----------------- | ----------------- | ----------------- | ----------------- | -------- |
| Kékesi Márton Samsal Dalibor Hozmann Szonja Maróty Mariann | Csapat      | Svájc (SUI) · 0–4 | kiesett           | kiesett           | kiesett           | 9.       |

## Gyorskorcsolya
Férfi
| Versenyző   | Versenyszám | Eredmény | Helyezés |
| ----------- | ----------- | -------- | -------- |
| Nagy Konrád | 1000 m      | 1:09,92  | 21.      |
| Nagy Konrád | 1500 m      | 1:49,01  | 29.      |

## Műkorcsolya
| Versenyző  | Versenyszám | Rövid program | Rövid program | Kűr   | Kűr   | Összesítés | Összesítés |
| Versenyző  | Versenyszám | Pont          | Hely.         | Pont  | Hely. | Pont       | Helyezés   |
| ---------- | ----------- | ------------- | ------------- | ----- | ----- | ---------- | ---------- |
| Tóth Ivett | Női egyéni  | 53,22         | 23.           | 97,21 | 23.   | 150,43     | 23.        |

## Rövidpályás gyorskorcsolya

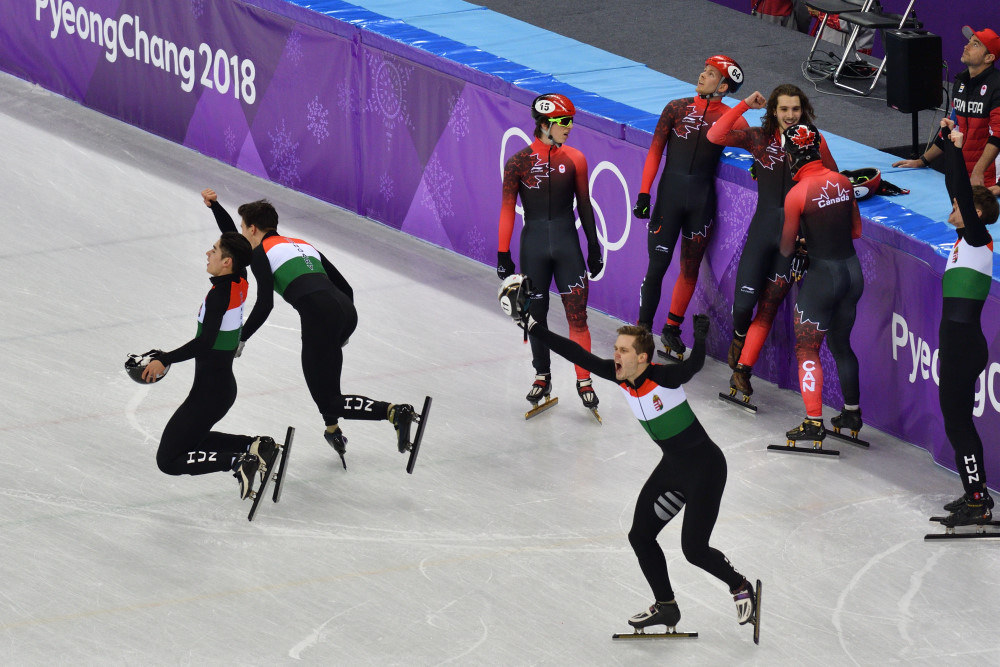
Az 5000 méteres rövidpályásgyorskorcsolya-váltó tagjai ünneplik a győzelmet

Férfi
| Versenyző                                                | Versenyszám  | Előfutam | Előfutam | Negyeddöntő | Negyeddöntő | Elődöntő | Elődöntő | B döntő | B döntő | Döntő       | Döntő    | Helyezés    |
| Versenyző                                                | Versenyszám  | Idő      | Hely.    | Idő         | Hely.       | Idő      | Hely.    | Idő     | Hely.   | Idő         | Hely.    | Helyezés    |
| -------------------------------------------------------- | ------------ | -------- | -------- | ----------- | ----------- | -------- | -------- | ------- | ------- | ----------- | -------- | ----------- |
| Liu Shaolin Sándor                                       | 500 m        | 40,650   | 1.       | 40,471      | 2.          | 40,399   | 3.       | 40,651  | 1.      |             |          | 5.          |
| Liu Shaolin Sándor                                       | 1000 m       | 1:31,547 | 1.       | 1:24,012    | 1.          | 1:26,488 | 2.       |         |         | kizárták    | kizárták | 8.          |
| Liu Shaolin Sándor                                       | 1500 m       | 2:12,835 | 1.       |             |             | 2:45,709 | 5. ADV   |         |         | 2:11,520    | 5.       | 5.          |
| Liu Shaoang                                              | 500 m        | 40,526   | 1.       | kizárták    | kizárták    | kiesett  | kiesett  | kiesett | kiesett | kiesett     | kiesett  | 19.         |
| Liu Shaoang                                              | 1000 m       | kizárták | kizárták | kiesett     | kiesett     | kiesett  | kiesett  | kiesett | kiesett | kiesett     | kiesett  | helyezetlen |
| Liu Shaoang                                              | 1500 m       | 2:14,160 | 3.       |             |             | kizárták | kizárták | kiesett | kiesett | kiesett     | kiesett  | 20.         |
| Burján Csaba                                             | 1500 m       | 2:19,284 | 5.       |             |             | kiesett  | kiesett  | kiesett | kiesett | kiesett     | kiesett  | 30.         |
| Knoch Viktor                                             | 500 m        | 1:06,040 | 4.       | kiesett     | kiesett     | kiesett  | kiesett  | kiesett | kiesett | kiesett     | kiesett  | 28.         |
| Burján Csaba Knoch Viktor Liu Shaoang Liu Shaolin Sándor | 5000 m váltó |          |          |             |             | 6:34,866 | 2.       |         |         | 6:31,971 OR | 1.       |             |

1. ↑  Oláh Bence a csapat tartalékja volt.[2]

Női
| Versenyző                                                                 | Versenyszám  | Előfutam | Előfutam | Negyeddöntő | Negyeddöntő | Elődöntő | Elődöntő | B döntő  | B döntő | Döntő    | Döntő   | Helyezés    |
| Versenyző                                                                 | Versenyszám  | Idő      | Hely.    | Idő         | Hely.       | Idő      | Hely.    | Idő      | Hely.   | Idő      | Hely.   | Helyezés    |
| ------------------------------------------------------------------------- | ------------ | -------- | -------- | ----------- | ----------- | -------- | -------- | -------- | ------- | -------- | ------- | ----------- |
| Jászapáti Petra                                                           | 500 m        | 55,641   | 2.       | 43,043      | 4.          | kiesett  | kiesett  | kiesett  | kiesett | kiesett  | kiesett | 13.         |
| Jászapáti Petra                                                           | 1000 m       | 1:29,838 | 4.       | kiesett     | kiesett     | kiesett  | kiesett  | kiesett  | kiesett | kiesett  | kiesett | 24.         |
| Jászapáti Petra                                                           | 1500 m       | 2:25,022 | 2.       |             |             | 2:23,210 | 2.       |          |         | 2:26,138 | 6.      | 6.          |
| Keszler Andrea                                                            | 500 m        | 43,274   | 2.       | 43,053      | 3.          | kiesett  | kiesett  | kiesett  | kiesett | kiesett  | kiesett | 10.         |
| Keszler Andrea                                                            | 1000 m       | 1:31,446 | 3. ADV   | 1:30,642    | 5.          | kiesett  | kiesett  | kiesett  | kiesett | kiesett  | kiesett | 17.         |
| Bácskai Sára                                                              | 1500 m       | kizárták | kizárták |             |             | kiesett  | kiesett  | kiesett  | kiesett | kiesett  | kiesett | helyezetlen |
| Jászapáti Petra Keszler Andrea Bácskai Sára Heidum Bernadett Kónya Zsófia | 3000 m váltó |          |          |             |             | 4:09,555 | 3.       | 4:03,603 | 2.      |          |         | 4.          |

## Síakrobatika
Akrobatika
| Versenyző        | Versenyszám | Selejtező | Selejtező | Selejtező | Döntő    | Döntő    | Döntő    |
| Versenyző        | Versenyszám | 1. futam  | 2. futam  | Hely.     | 1. futam | 2. futam | Helyezés |
| ---------------- | ----------- | --------- | --------- | --------- | -------- | -------- | -------- |
| Swaney Elizabeth | Női félcső  | 30,00     | 31,40     | 24.       | kiesett  | kiesett  | kiesett  |

## Sífutás
Távolsági
Férfi
| Versenyző  | Versenyszám | Idő     | Helyezés |
| ---------- | ----------- | ------- | -------- |
| Kónya Ádám | 15 km       | 39:27,2 | 85.      |

Női
| Versenyző   | Versenyszám | Idő     | Helyezés |
| ----------- | ----------- | ------- | -------- |
| Szőcs Emőke | 10 km       | 31:04,6 | 77.      |

Sprint
| Versenyző  | Versenyszám | Selejtező | Selejtező | Negyeddöntő | Negyeddöntő | Elődöntő | Elődöntő | Döntő   | Helyezés |
| Versenyző  | Versenyszám | Idő       | Hely.     | Idő         | Hely.       | Idő      | Hely.    | Idő     | Helyezés |
| ---------- | ----------- | --------- | --------- | ----------- | ----------- | -------- | -------- | ------- | -------- |
| Kónya Ádám | Sprint      | 3:31,84   | 64.       | kiesett     | kiesett     | kiesett  | kiesett  | kiesett | 64.      |